# Катастрофа DC-9 под Аданой
Катастрофа DC-9 под Аданой — авиационная катастрофа, произошедшая 21 января 1972 года. Авиалайнер McDonnell Douglas DC-9-32 авиакомпании Turkish Airlines выполнял рейс по маршруту Джидда—Дамаск—Анкара; рейс был перегоночным, поэтому на борту самолёта находились лишь 5 членов экипажа.
После вылета из Дамаска у самолёта возникли проблемы с герметизацией салона, и он попытался зайти на посадку в аэропорту Аданы, но после ухода на второй круг из-за плохой видимости (после первой попытки захода) рухнул в поле в 6 километрах от взлётной полосы во время второй попытки захода. Погиб 1 член экипажа, ещё 3 получили ранения. 

## Самолёт
McDonnell Douglas DC-9-32 (регистрационный номер TC-JAC, заводской 47213, серийный 358) был выпущен в 1968 году (первый полёт совершил 15 июля). 13 августа того же года был передан авиакомпании Turkish Airlines, в которой получил имя Marmara (в честь Мраморноморского региона). Оснащён двумя турбореактивными двигателями Pratt & Whitney JT8D-7.
За 2 дня до катастрофы (19 января) этим самолётом во Францию летела делегация во главе с 13-м Премьер-министром Турции Нихатом Эримом, и позже (в день катастрофы) делегация должна была вернуться обратно на борту этого же самолёта.

## Экипаж
На борту самолёта находились 5 членов экипажа.
- Командир воздушного судна (КВС) — Махзар Силк (тур. Mahzar İpek)[4].
- Второй пилот — Селялеттин Епрем (тур. Celâlettin Yeprem).
- Стюардессы[4]:
  - Нилгюн Денер (тур. Nilgün Dener),
  - Сельва Аксойек (тур. Selva Aksöyek),
  - Хюлья Мавилер (тур. Hülya Maviler).

Оба пилота работали в авиакомпании 15 лет на момент катастрофы, до 1957 году они являлись лётчиками турецких ВВС. Мавилер был также бортпроводником самолёта Turkish Airlines, угнанного в Софию в сентябре 1969 года. Рейс был перегоночным, пассажиров на борту лайнера не было.

## Катастрофа
McDonnell Douglas DC-9-32 борт TC-JAC летел обратно в Анкару из Джидды после выполненного туда пассажирского рейса. Самолёт сделал промежуточную остановку в Дамаске и вылетел в Анкару. Вскоре пилоты сообщили авиадиспетчеру, что у них возникли проблемы с герметизацией салона, и направились для аварийной посадки в аэропорт Шакирпаша в Адане. Из-за плохой видимости экипаж не смог увидеть взлётную полосу и лайнер ушёл на второй круг, но во время второго захода на посадку резко снизился и рухнул на землю в 6 километрах от аэропорта Аданы.
Катастрофа произошла в поле недалеко от деревни Сарыхуглар, от удара о землю самолёт разрушился и сгорел (относительно уцелела только носовая часть с кабиной пилотов). В катастрофе погибла стюардесса Мавилер, ещё 3 члена экипажа (оба пилота и стюардесса Аксойек) получили ранения; второй пилот был госпитализирован в критическом состоянии. Стюардесса Денер не пострадала.
Катастрофа под Аданой стала единственной в истории авиакомпании Turkish Airlines с участием самолёта McDonnell Douglas DC-9.

## Расследование
Находясь на лечении в больнице, КВС сказал, что они потеряли всякую связь с авиадиспетчерами и решили совершить аварийную посадку в районе, который им показался пригодным для неё.

В 1975 году член 15-го парламента Турции от Партии национального спасения Гюндюз Севилген тур. Gündüz Sevilgen направил Великому национальному собранию Турции несколько вопросов, связанных с авиакомпанией Turkish Airlines, в том числе о причинах катастроф. Ответ от министра транспорта Сабахаттина Озбека (тур. Sabahattin Özbek) включал краткий список причин всех авиакатастроф Turkish Airlines на тот момент. Причиной катастрофы под Аданой в нём было указано:
Несоблюдение ограничений IFR при попытке визуально зайти на посадку и приземлиться в туманную погоду.
Согласно статье газеты «Hürriyet» от 1999 года, разгерметизация произошла из-за неисправности электропроводки.
В 2020 году газета «Sözcü» сообщила, что не смогла найти никаких записей о том, что пилоты борта TC-JAC подверглись судебному преследованию.